# Катіф (родовище)
Катіф — одне з найбільших газо-нафтових родовищ світу. Розташоване в Саудівській Аравії. Відкрите в 1945 році.

## Характеристика
Початкові запаси нафти 487 млн т. Приурочене до антиклінальної складки розміром 20х6,5 км. Поклади пластові склепінчасті. 
Розробляються верхньоюрські вапняки світи араб на глибині 2100—2500 м. Густина нафти 881 кг/м3; в'язкість 10,4 сПз; вміст сірки 2,5 %.
Масивний поклад природного газу виявлений у відкладі пермі на глибині 3500 м. Колектори порово-кавернозні. 

## Розробка родовища
Після проведеної на початку 2000-х років модернізації попутний газ спрямовується по трубопроводу Катіф – Беррі.
Не пізніше 1980-х років у одній із структур південної частини родовища облаштували підземне сховище етану.
З 2004-го центральну установку підготовки родовища обслуговує власна ТЕЦ Катіф.
У другій половині 2020-х до Катіф має початись подача фракції С5+, що надходитиме по трубопроводу Ріяс – Катіф.